# 越南高速公路

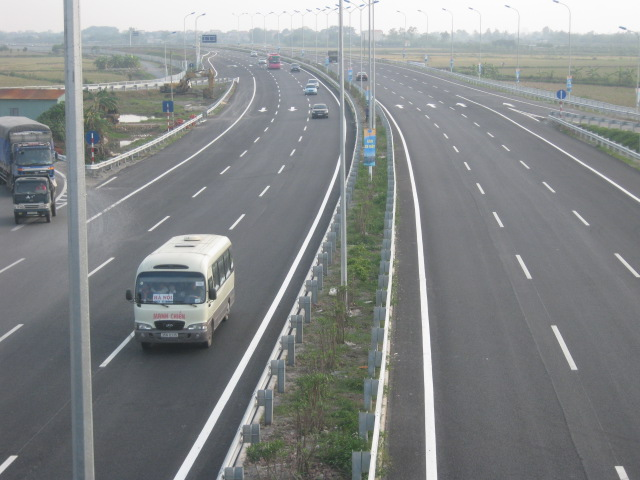
河內－寧平高速公路，屬於南北高速公路東線的一部分

越南高速公路（越南语：／，簡稱CT）是指一條縱貫越南南北與東西的高速公路系統，屬於越南交通體系的一部分。越南最早的高速公路於1998年通車。截至2024年，越南全國高速公路通車總長達2,021（1,256英里），另有1,542（958英里）正在興建中。預計至2025年底將達到約3,000（1,900英里），至2030年則可望達5,000（3,100英里）。

## 發展歷程

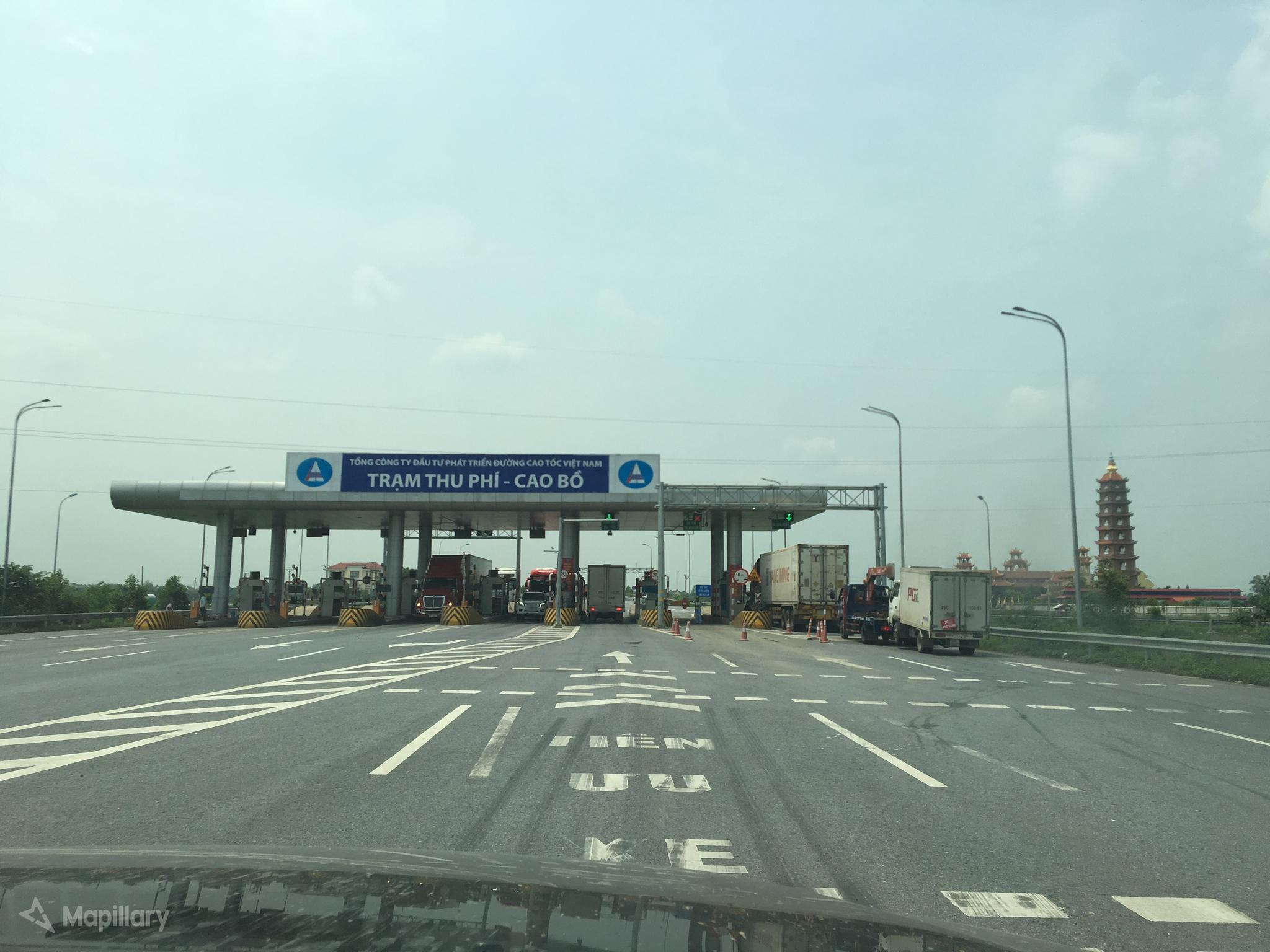
寧平省的收費站

高速公路建設的構想大約在2010年開始出現，當時私家車數量迅速增加，導致許多國道如 国道1号、 国道5号、 国道51号等嚴重超載。然而，由於北部許多地區居民密集居住在道路兩側，徵地成本高昂，加上部分國道與鐵路共用走廊，使得擴建困難。此外，越北山區國道亦因地形限制難以拓寬。建設高速公路的目的是將汽車、不停靠巴士與長途貨車自慢速的簡易車輛、摩托車流中分離，使長距離行駛更快、更安全。
現今高速公路的前身為建於主要幹道旁、避開市區密集地區的繞道路段。其中如舊國道1號繞道、法雲－紙橋道路（今 法雲—紙橋高速公路）、法雲－北江段（現為 河內三環高速公路及 南北高速公路東線一部分）、國道18號內排－北寧段（後來為 內牌—北寧高速公路）等皆於1998年完工，但當時僅為國道繞道，不符合高速公路標準。
2010年2月3日， 胡志明市—忠良高速公路通車，分擔了胡志明市至美拖間的國道1號交通壓力，是越南首條被正式認定為高速公路的路線。
2019年，越南交通部決定將南北高速公路東線的投標排除外資，主要為防止中國企業參與。此舉因國內強烈的反中情緒與國安疑慮所致，擔憂若由中國企業收費恐引發公憤。但因此導致投標者不足、競爭力降低，其中兩段甚至無任何投標者。
2020年，越南計畫與投資部部長阮志勇向越南國會請求將南北高速剩餘路段由BOT模式改為政府出資，避免因融資延遲與利息負擔影響工程。他指出，中國雲南與廣西3年內建成2,000（1,243英里）高速公路，而越南1300公里高速應早已完工。其後多條高速公路陸續展開建設，其中包括   南北高速公路東線、  河內—海防高速公路、 河內—老街高速公路、 胡志明市—隆城—油之高速公路等。
2021年1月9日，總理簽署第1454/QĐ-TTg號決定，批准2021－2030年道路網發展規劃，遠景至2050年。由副總理黎文成代簽。規劃將全國高速公路數量增至41條，總長度超過9,000（5,592英里）。
2023年，總理范明政指示交通部制定統一的高速公路設計標準，指出部分路段未符合一般高速規格，包括車道數、路寬、行車速度與緊急車道等項目。
2025年1月3日，副總理陳紅河簽署第12/QĐ-TTg號決定，調整2021－2030年道路網規劃，遠景至2050年。新增 廣義—崑嵩高速公路與 金甌—坦㙁高速公路，全國高速總數增至43條，總長度超過9,200（5,717英里）。
目前高速公路標準化尚未全面實施，路段所有權依不同建設與營運公司而異，部分為政府、部分為民間代表國家投資。例如國營的越南高速公路公司（VEC）擁有並經營四條高速公路，但收費則由承包商進行。營運公司須定期向交通部與越南道路總局報告流量與收費收入。此體制曾多次爆出舞弊事件，部分收費單位偽造數據以牟利。政府亦曾因維修不當導致危險狀況，威脅撤銷部分業者的經營許可。2019年有報導指出，越南高速公路公司負債高達37億美元，每年僅收入約1.37億美元。

## 標準

### 高速公路

高速公路速度／高速公路起點標誌

2024年3月31日，越南交通運輸部發布第06/TT-BGTVT號通告《高速公路國家技術規範 QCVN 115:2024/BGTVT》，自2024年10月1日起生效。
依據該規範，高速公路設計速限分為以下三個等級：
- 120每小時（75英里每小時）
- 100每小時（62英里每小時）
- 80每小時（50英里每小時）。對於特殊困難地形、涉及國防與安全因素之地區，允許設計速限為60每小時（37英里每小時）。

在此通告生效後新建之高速公路，須具備最少4車道規模，並沿全線設有連續緊急車道（下列情況除外：橋梁跨距達150公尺或以上、隧道、橋塔高達50公尺或以上，並設有加減速車道及輔助爬坡道）。

### 標誌

南北高速公路東線路線標誌

高速公路標誌設計為黃色背景、黑色邊框之長方形標誌，其上標示「CT」字樣與編號。此類標誌常設於下列幾類地點：高速公路與其他道路交匯處、與其他主要道路與公路交匯之處，以及大型綠底路標上，用以指示即將到達之路口或是否進入／離開高速公路。

## 高速公路列表

### 2023年規劃之高速公路網

#### 南北縱線
| 編號  | 名稱             | 長度               | 車道數 | 備註         |
| ----- | ---------------- | ------------------ | ------ | ------------ |
| CT.01 | 南北高速公路東線 | 2,063（1,282英里） | 4–10   | 多路段已完工 |
| CT.02 | 南北高速公路西線 | 1,205（749英里）   | 4–6    | 多路段已完工 |

#### 北部地區
| 編號  | 名稱                        | 長度           | 車道數 | 備註                                                                        |
| ----- | --------------------------- | -------------- | ------ | --------------------------------------------------------------------------- |
| CT.03 | 河內—和平—山羅—奠邊高速公路 | 450（280英里） | 4–6    | 和樂—和平段第一期已完工 昇龍大道路段已完工                                  |
| CT.04 | 河內—海防高速公路           | 105（65英里）  | 6      | 全線通車；前為國道5B號                                                      |
| CT.05 | 河內—老街高速公路           | 264（164英里） | 6      | 全線通車。經金城國際邊境口岸與中國G8011連接                                 |
| CT.06 | 海防—下龍—雲屯—芒街高速公路 | 175（109英里） | 6      | 全線通車。經北侖二號口岸與中國G7511連接                                     |
| CT.07 | 河內—太原—北干—高平高速公路 | 227（141英里） | 4–6    | 河內—太原段已完工                                                           |
| CT.08 | 寧平—海防高速公路           | 109（68英里）  | 4      | 施工中                                                                      |
| CT.09 | 內排—北寧—下龍高速公路      | 146（91英里）  | 4      | 內排—北寧段已完工                                                           |
| CT.10 | 先安—谅山—高平高速公路      | 215（134英里） | 4      | 新城—福莲段施工中；福莲—茶嶺段待第一期完工後動工。將經茶嶺口岸與中國G69連接 |
| CT.11 | 府里—南定高速公路           | 50（31英里）   | 4      | 規劃中                                                                      |
| CT.12 | 安沛—河江高速公路           | 81（50英里）   | 4      | 規劃中                                                                      |
| CT.13 | 保河—萊州高速公路           | 203（126英里） | 4      | 規劃中                                                                      |
| CT.14 | 埠市—安美高速公路           | 45（28英里）   | 4      | 規劃中                                                                      |
| CT.15 | 宣光—河江高速公路           | 165（103英里） | 4      | 建設中。將經清水口岸與中國G5615連接                                         |
| CT.16 | 興安—太平高速公路           | 70（43英里）   | 4      | 規劃中                                                                      |

#### 中部地區
| 編號  | 名稱                          | 長度           | 車道數 | 備註                             |
| ----- | ----------------------------- | -------------- | ------ | -------------------------------- |
| CT.17 | 榮市—清水高速公路             | 85（53英里）   | 6      | 計畫中                           |
| CT.18 | 淎盎—茶羅高速公路             | 115（71英里）  | 4      | 計畫中                           |
| CT.19 | 干祿—牢保高速公路             | 70（43英里）   | 4      | 資金籌措階段 2021年前編號為CT.11 |
| CT.20 | 歸仁—波來古－麗清高速公路     | 230（140英里） | 4      | 計畫中                           |
| CT.21 | 峴港—盛美－玉洄－博伊高速公路 | 281（175英里） | 4      | 計畫中                           |
| CT.22 | 廣南—廣義高速公路             | 100（62英里）  | 4      | 計畫中                           |
| CT.23 | 富安—多樂高速公路             | 220（140英里） | 4      | 計畫中                           |
| CT.24 | 慶和—邦美蜀高速公路           | 130（81英里）  | 4      | 建設中                           |
| CT.25 | 芽莊—大叻高速公路             | 85（53英里）   | 4      | 計畫中                           |
| CT.26 | 蓮姜—邦美蜀高速公路           | 115（71英里）  | 4      | 計畫中                           |
| CT.42 | 廣義—崑嵩高速公路             | 136（85英里）  | 4      | 規劃中                           |

#### 南部地區
| 編號  | 名稱                                 | 長度             | 車道數 | 備註                                                                                |
| ----- | ------------------------------------ | ---------------- | ------ | ----------------------------------------------------------------------------------- |
| CT.27 | 油之—蓮姜高速公路                    | 220（140英里）   | 4      | 聯區至班嶺隘口（大勒）路段已完工；2021年前編號為CT.14                               |
| CT.28 | 邊和—頭頓高速公路                    | 54（34英里）     | 6–8    | 建設中；2021年前編號為CT.13                                                         |
| CT.29 | 胡志明市—隆城－油之高速公路          | 55（34英里）     | 6–10   | 全線通車                                                                            |
| CT.30 | 胡志明市—真誠—華閭高速公路           | 130（81英里）    | 6      | 計畫中；2021年前編號為CT.15                                                         |
| CT.31 | 胡志明市—木牌高速公路                | 53.5（33.2英里） | 6      | 將接通柬埔寨E1（金邊—巴域高速公路），與QL.22平行；資金籌措階段；2021年前編號為CT.16 |
| CT.32 | 鵝油—車沫高速公路                    | 65（40英里）     | 4      | 計畫中                                                                              |
| CT.33 | 胡志明市—前江—檳椥—茶榮—朔莊高速公路 | 150（93英里）    | 4      | 計畫中                                                                              |
| CT.34 | 朱篤—芹苴—朔莊高速公路               | 191（119英里）   | 6      | 建設中；2021年前編號為CT.17                                                         |
| CT.35 | 河僊—迪石—薄寮高速公路               | 212（132英里）   | 4      | 計畫中                                                                              |
| CT.36 | 鴻御—茶榮高速公路                    | 188（117英里）   | 4      | 計畫中                                                                              |
| CT.43 | 金甌—坦㙁高速公路                    | 90（56英里）     | 4      | 計畫中                                                                              |

#### 河內環線
| 編號  | 名稱             | 長度           | 車道數 | 備註                          |
| ----- | ---------------- | -------------- | ------ | ----------------------------- |
| CT.37 | 河內三環高速公路 | 55（34英里）   | 6      | 全線通車；2021年前編號為CT.20 |
| CT.38 | 河內四環高速公路 | 102（63英里）  | 6      | 建設中；2021年前編號為CT.21   |
| CT.39 | 河內五環高速公路 | 272（169英里） | 6      | 計畫中                        |

#### 胡志明市環線
| 編號  | 名稱                 | 長度           | 車道數 | 備註                                      |
| ----- | -------------------- | -------------- | ------ | ----------------------------------------- |
| CT.40 | 胡志明市三環高速公路 | 92（57英里）   | 8      | 新和平至平準段已完工；2021年前編號為CT.22 |
| CT.41 | 胡志明市四環高速公路 | 199（124英里） | 8      | 資金籌措階段                              |

### 2015年高速公路網絡規劃
| 編號  | 名稱                         | 長度               | 備註                                                                                   |
| ----- | ---------------------------- | ------------------ | -------------------------------------------------------------------------------------- |
| CT.01 | 南北高速公路東線             | 1,811（1,125英里） | 多段高速公路已完工                                                                     |
| CT.02 | 南北高速公路西線             | 1,269（789英里）   | 部分路段正在施工中                                                                     |
| CT.03 | 河內—高平高速公路            | 143（89英里）      | 河內—枝陵（諒山）段已完工 此段現已納入CT.01，進一步延伸至先安—諒山—高平改編為CT.10     |
| CT.04 | 河內—海防高速公路            | 106（66英里）      | 全線通車                                                                               |
| CT.05 | 河內—老街高速公路            | 264（164英里）     | 安沛—老街：第一階段已完工                                                              |
| CT.06 | 內排—下龍—芒街高速公路       | 304（189英里）     | 河內—北寧及下龍—芒街路段已完工 現已納入CT.09                                           |
| CT.07 | 河內—太原高速公路            | 70（43英里）       | 河內—太原—處梅段已完工；處梅—北干段預計於2022年9月開工                                 |
| CT.07 | 太原—北干—高平高速公路       | 43（27英里）       | 河內—太原—處梅段已完工；處梅—北干段預計於2022年9月開工                                 |
| CT.08 | 河內—和平高速公路            | 56（35英里）       | 廊—和樂段完工 和樂—和平第一階段已完工 2022年延伸至奠邊，並改編為CT.03                  |
| CT.09 | 寧平—海防—廣寧高速公路       | 160（99英里）      | 海防—下龍段已完工 2022年改縮短至海防並編為CT.08；海防—廣寧段分出編為CT.06              |
| CT.10 | 鴻嶺—香山高速公路            | 34（21英里）       | 2022年取消                                                                             |
| CT.11 | 干祿—牢保高速公路            | 70（43英里）       | 2022年改編為CT.19                                                                      |
| CT.12 | 歸仁—波來古高速公路          | 160（99英里）      | 現納入CT.20                                                                            |
| CT.13 | 邊和—頭頓高速公路            | 76（47英里）       | 正在施工中 2022年改編為CT.28                                                           |
| CT.14 | 油之—大叻高速公路            | 220（140英里）     | 連姜—班能（大叻）段已通車 油之—連匡段於2023年9月以四車道形式投資建設 2022年改編為CT.27 |
| CT.15 | 胡志明市—土龍木—真誠高速公路 | 69（43英里）       | 2022年改編為CT.30                                                                      |
| CT.16 | 胡志明市—木牌高速公路        | 55（34英里）       | 2022年改編為CT.31                                                                      |
| CT.17 | 朱篤—芹苴—朔莊高速公路       | 200（120英里）     | 正在施工中 2022年改編為CT.34                                                           |
| CT.18 | 河僊—迪石—薄寮高速公路       | 225（140英里）     | 改編為CT.35                                                                            |
| CT.19 | 芹苴—金甌高速公路            | 150（93英里）      | 正在施工中 2022年併入CT.01                                                             |
| CT.20 | 河內三環高速公路             | 55（34英里）       | 2022年改編為CT.37                                                                      |
| CT.21 | 河內四環高速公路             | 125（78英里）      | 正在施工中 2022年改編為CT.38                                                           |
| CT.22 | 胡志明市三環高速公路         | 89（55英里）       | 正在施工中 2022年改編為CT.40                                                           |

## 外部連結
- 越南交通運輸部網站